# Hrabstwo Summit (Utah)
Hrabstwo Summit (ang. Summit County) – hrabstwo w stanie Utah w Stanach Zjednoczonych. Siedzibą hrabstwa jest Coalville a jego największym miastem Park City.

## Miasta
- Coalville
- Francis
- Henefer
- Kamas
- Oakley
- Park City

## CDP
- Echo
- Hoytsville
- Marion
- Peoa
- Samak
- Silver Summit
- Snyderville
- Summit Park
- Wanship
- Woodland